# 太阳门广场

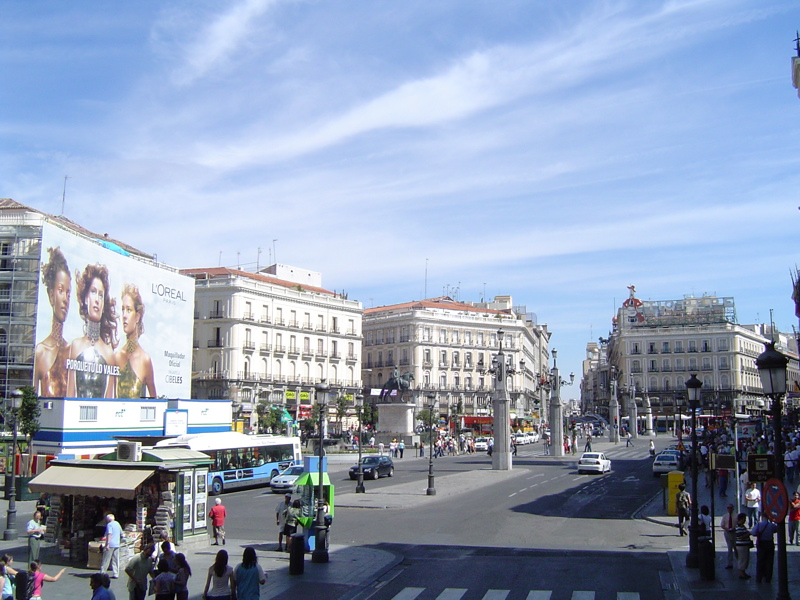
從大街望去的太陽門廣場街景，右側可以見到知名地標建築之一的舊郵政大樓，與中央的卡洛斯三世雕像

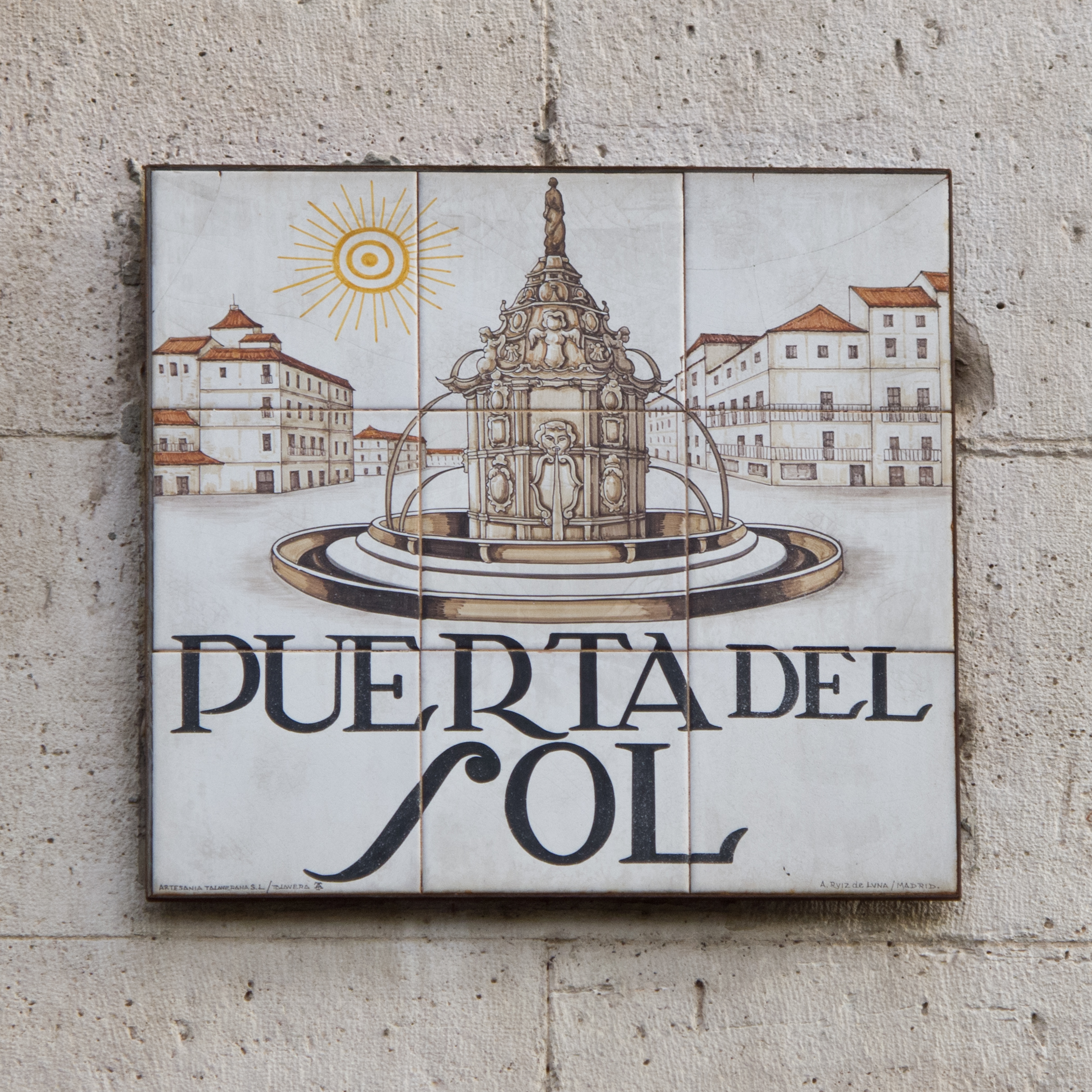
廣場標示牌

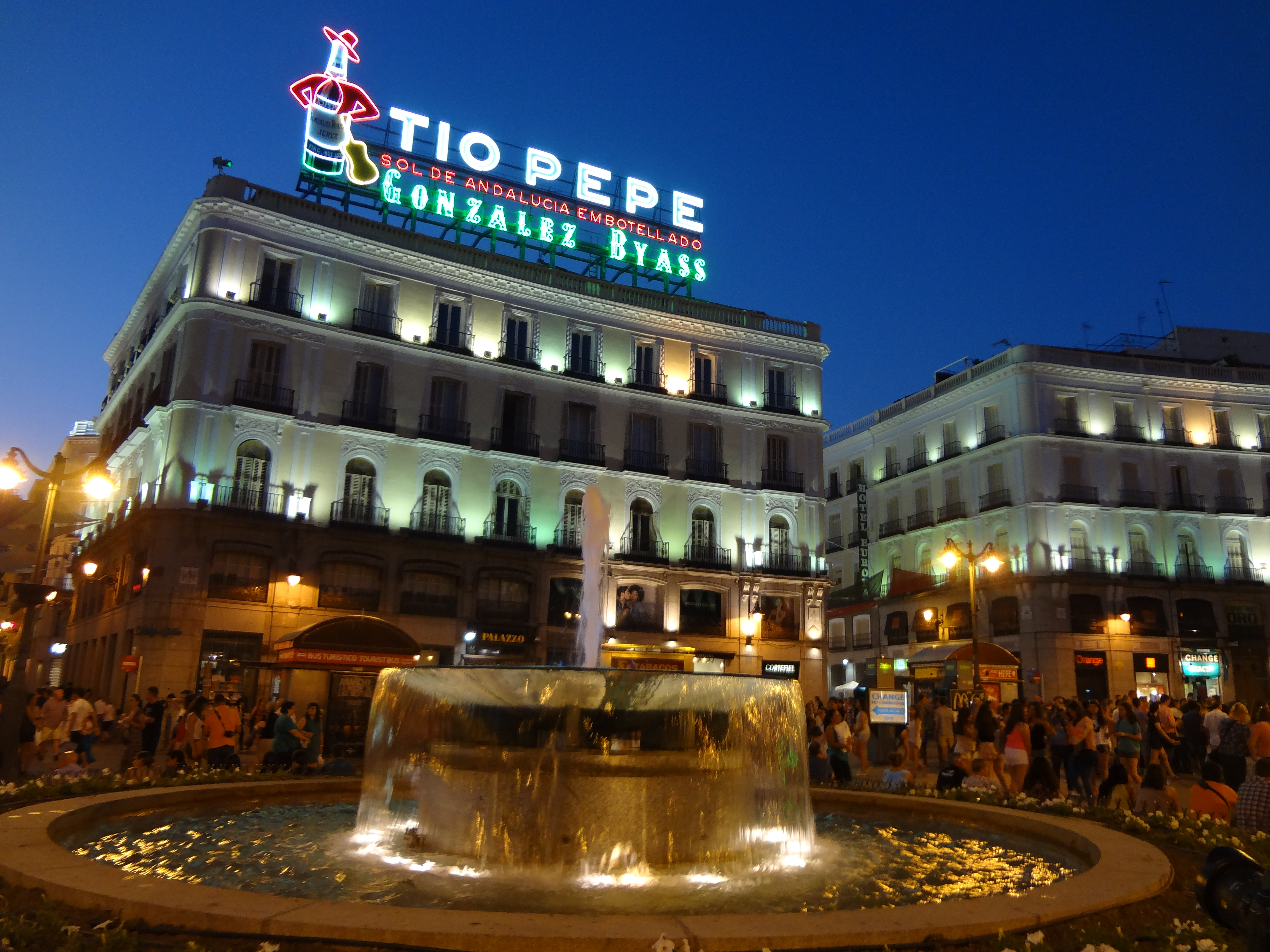
雪莉酒品牌堤歐雪莉酒的霓虹燈招牌是太陽門廣場的知名地標之一。

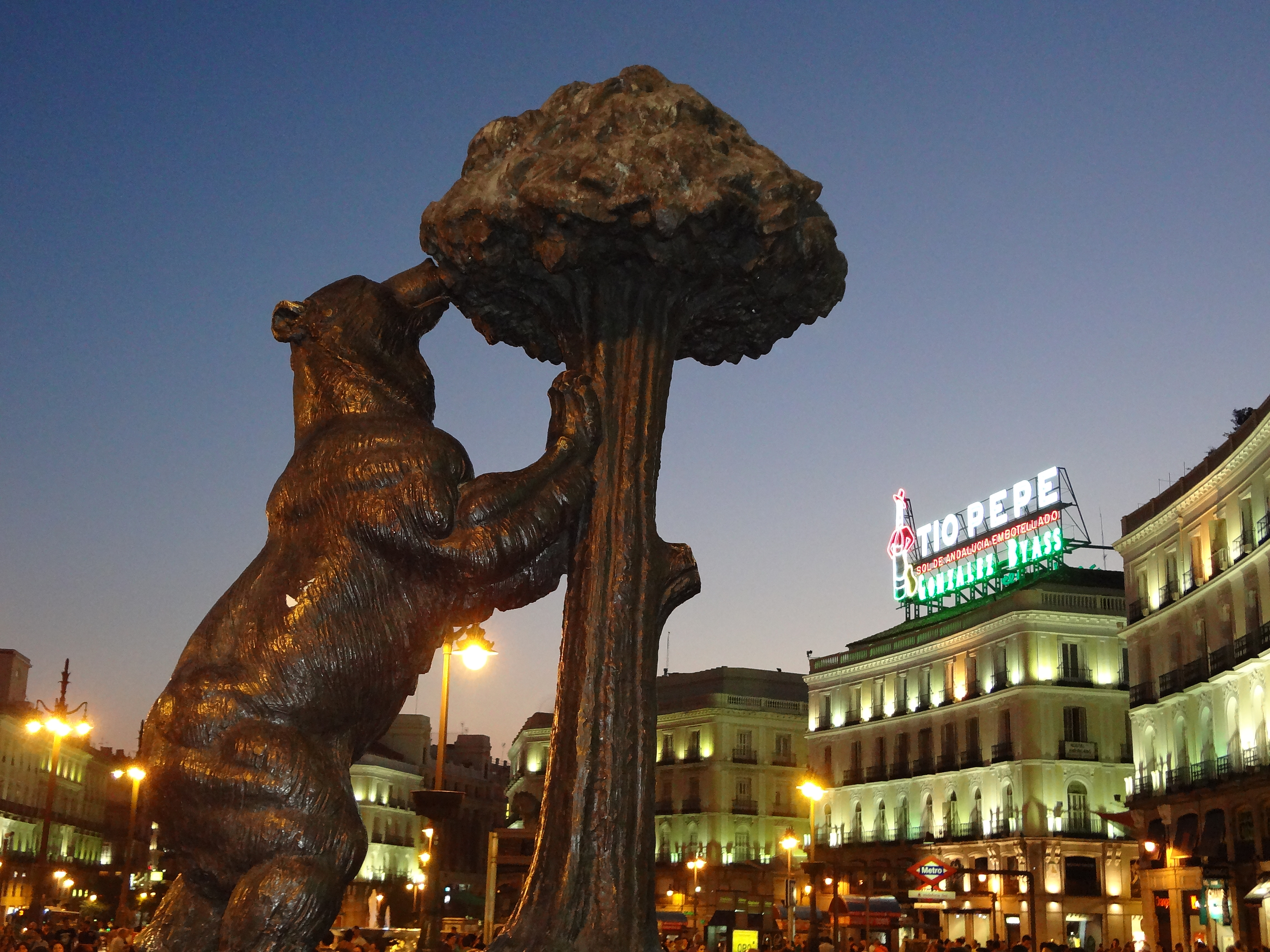
太陽門廣場東側由西班牙雕刻家安東尼歐·納瓦羅·聖塔菲創作的「熊與草莓樹」雕塑。

太阳门（西班牙語：Puerta del Sol）是位於西班牙首都马德里市中心的廣場，也是西班牙公路网的中心點（0公里），周围有10条街道向外放射。廣場周邊環繞百貨公司與各式商店，是馬德里最主要的繁忙商圈與觀光景點之一。西班牙传统上，伴隨十二響钟声吃下十二颗葡萄（Doce uvas）的跨年傳統就是起源於此。自1962年12月31日起，國營的西班牙電視台開始現場轉播此处的新年庆祝活動。

## 历史
太阳门最初是马德里城墙上的一座城门，城墙修筑于15世纪，城墙以外为郊区。太阳门面向东方，装饰着升起的太阳，因而得名。
从17世纪到19世纪，那些渴望了解国外和西班牙其他地区最新消息的人们聚集到此处的邮局。广场上的圣菲利普教堂的台阶称为圣菲利普台阶（Gradas de San Felipe），是著名的“闲话传播地”（mentideros de la Corte）。
舊郵政大廈由法国建筑师雅克·马尔凯修建于1766年到1768年，该建筑是佛朗哥时期的内政和国家安全部总部，目前是马德里自治区区长办公室。

## 著名建筑
在太阳门有许多著名的景点。南面有舊郵政大廈，零公里标志牌（Placa del kilómetro cero）就在該大廈门前人行道上，标志着西班牙公路网的中心。广场南侧还有卡洛斯三世雕像，许多公共工程都是由他发动。广场东侧，在阿尔卡拉街和圣赫罗尼莫街之间的建筑物上面，是著名的Tio Pepe 提欧佩普。在北面是一个「熊與草莓樹」雕像（El oso y el madroño，亦譯「熊與石楠樹」），此圖形為馬德里之市徽。 
该广场同时也是许多集会和抗议的地点，例如抗议马德里三一一爆炸案，以及反對西班牙参加伊拉克战争的集会。

## 位置
太阳门位于马德里的心脏，西南方邻近主廣場，稍远处是王宮。国会（Cortes Generales）和博物馆区位于东面，阿托查火车站位于东南方。
太阳门广场下面是一个公共交通枢纽，马德里地铁的1、2、3号线在此交汇。
太阳门将几个商业区和休闲区连接在一起， 周围的街道有许多餐饮和购物场所。

## 圖片集

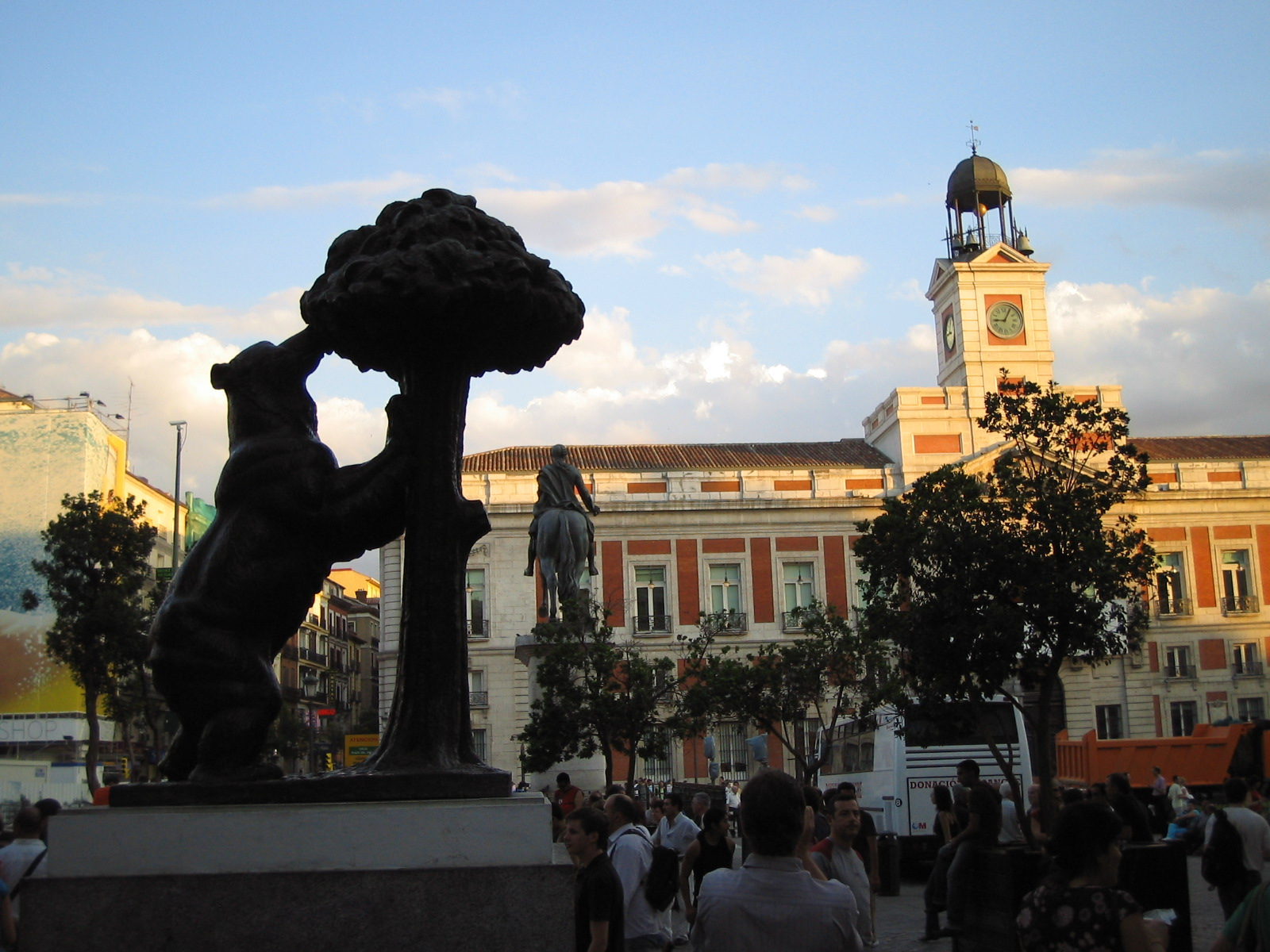
「熊與石楠樹」雕像，後方為舊郵政大廈
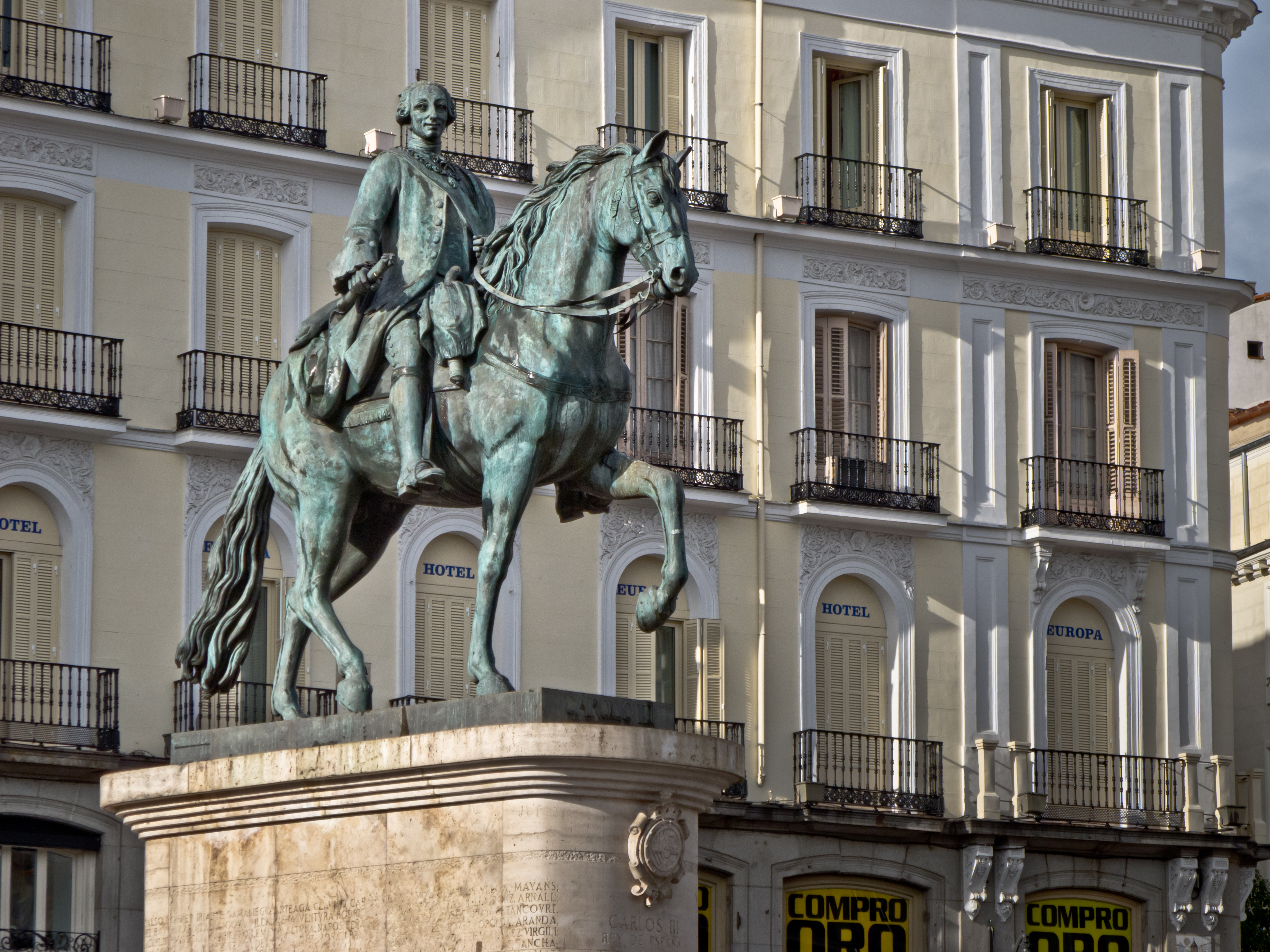
卡洛斯三世雕像
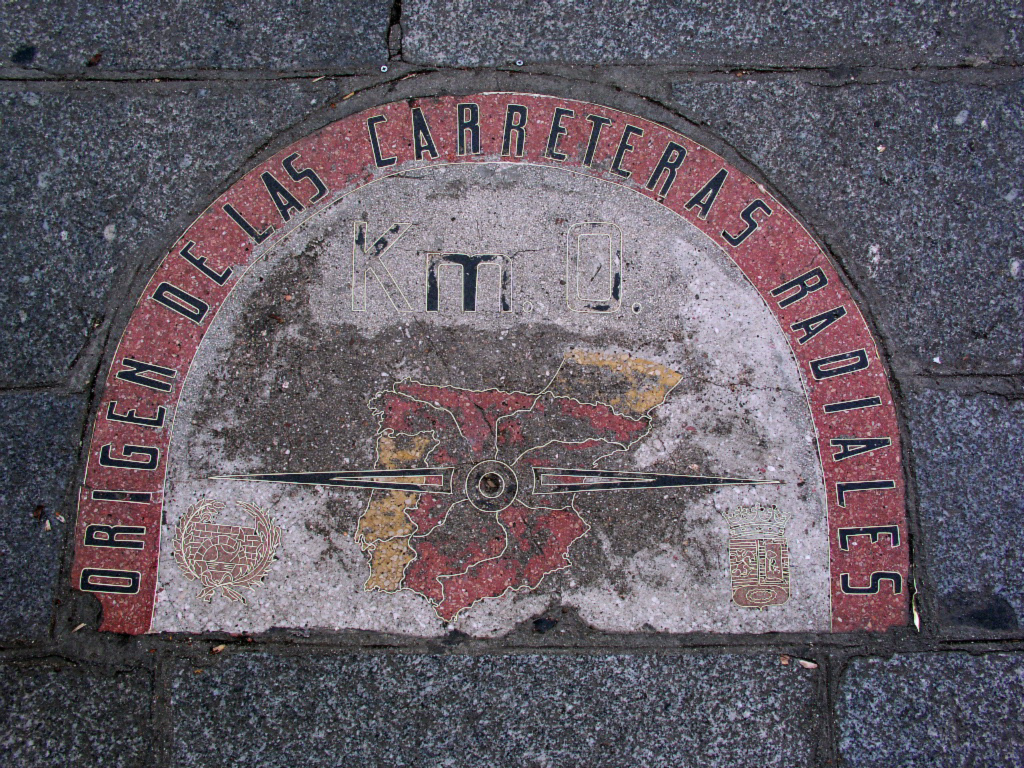
零公里标志（1950年—2009年）
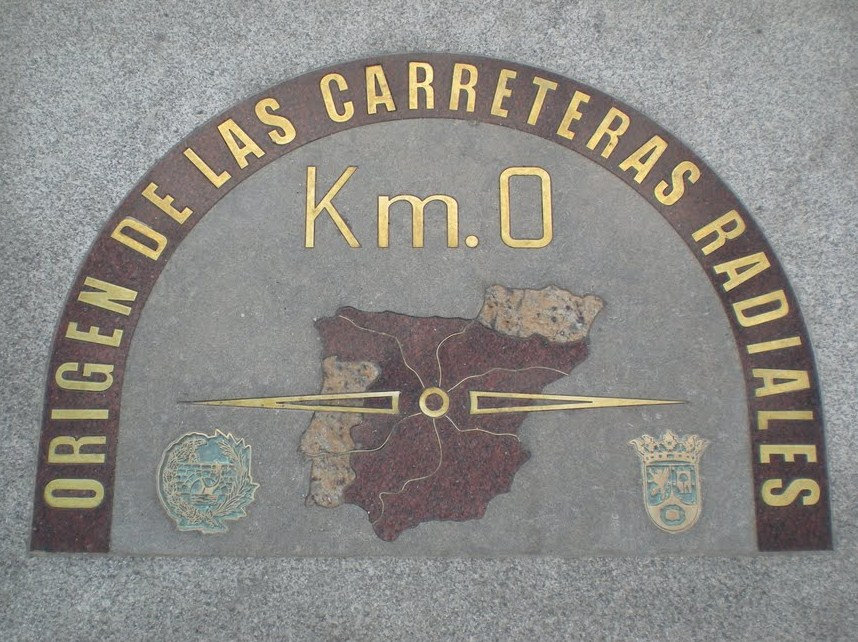
現今的零公里标志